# Pilar, esposa
Pilar, esposa es el trigesimoquinto capítulo de la segunda temporada de la serie de televisión argentina Mujeres asesinas. Este episodio se estrenó el día 5 de diciembre de 2006.
Este episodio fue protagonizado por Leonor Manso, en el papel de asesina. Coprotagonizado por Norman Briski, Mimí Ardú y Lucas Ferraro. También, contó con las actuaciones especiales de Aldo Barbero y Alicia Aller.

## Desarrollo

### Trama
Pilar (Leonor Manso) es una mujer ama de casa, que desde los 16 años está casada con Antonio (Norman Briski). Ambos desde muy chicos estaban muy enamorados pero después de cuarenta años de casados a Antonio se le va el amor: conoce a su amante Ana (Mimi Ardu), de la que se enamora profundamente. Él desde entonces se quiere separar de Pilar, y se lo propone. Ella no puede aceptar esto y cada vez que sale el tema, ella comienza a desesperarse y manifiesta síntomas de asma. Antonio no sabe que hacer, ama a su amante pero no puede dejar a Pilar. Además ésta comienza a estudiar abogacía para sorprender a su esposo y así tener tema de conversación. Pero Ana, después de diez años de estar con Antonio, le pide de una vez que se separe. Él nuevamente lo intenta pero no hay caso, Pilar no quiere saber nada. Un día Ana no aguanta más y elabora un plan: que Pilar los encuentre teniendo sexo en su propia casa y de esta manera decida separarse ella misma. Finalmente lo concluyen, pero Pilar cuando ve esto, en un ataque de celos y de ira no decide separarse sino terminar con la vida de su marido, matándolo con el paraguas que llevaba en la mano.

### Condena
Pilar fue declarada culpable por el crimen de su marido. Fue condenada a 10 años de prisión. Salió a los 8 años. Se mudó a un pueblo del interior de Catamarca y volvió a casarse. Su hijo la visita periódicamente y le pasa una suma de dinero mensual.

## Elenco
- Leonor Manso
- Norman Briski
- Mimi Ardu
- Lucas Ferraro
- Aldo Barbero
- Alicia Aller